# Танчаківський Йосип

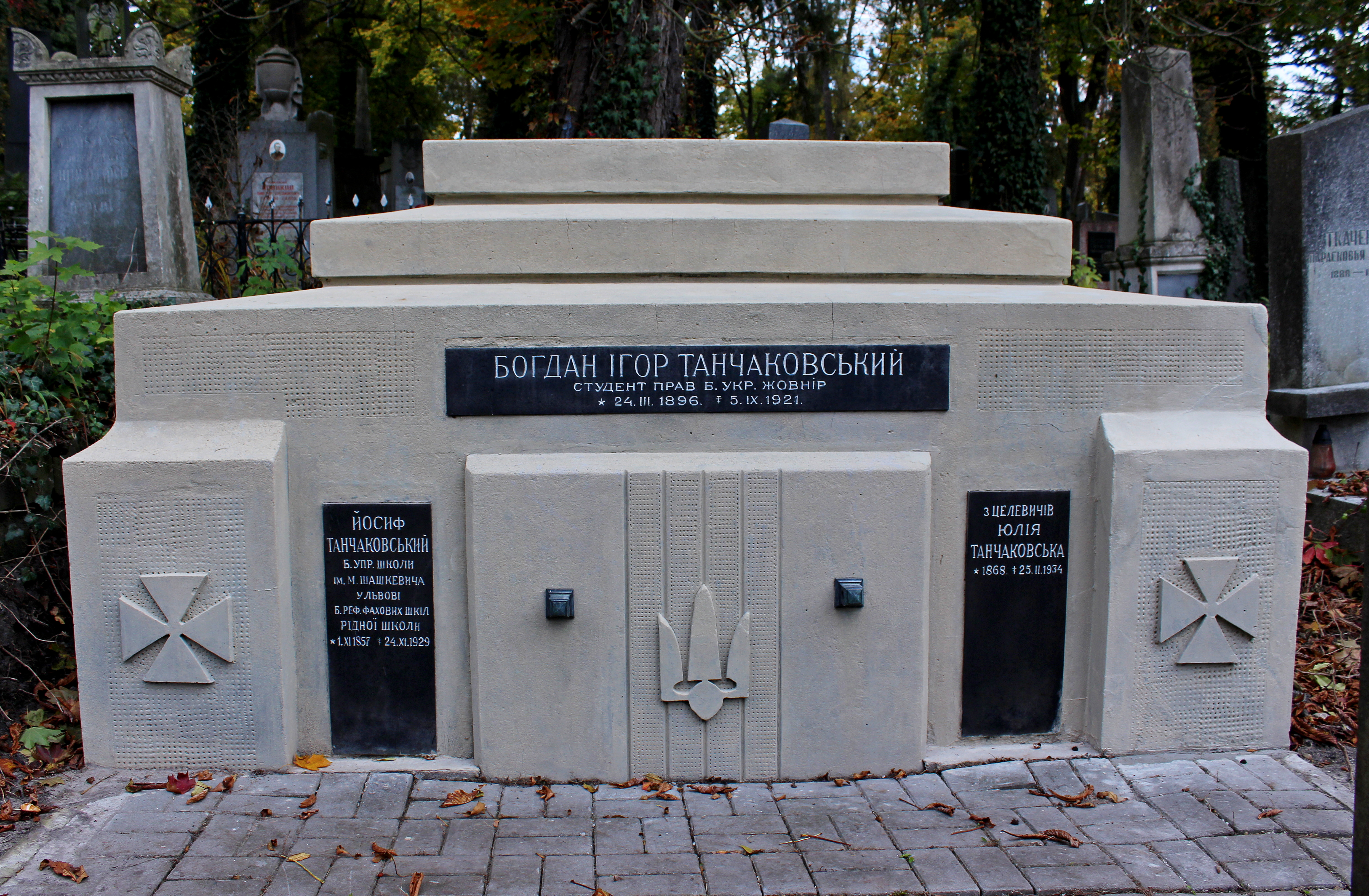
Гробівець родини Танчаківських на 5 полі Личаківського цвинтаря

Йосип Танчаківський (1 листопада 1857 — 24 листопада 1929) — галицький педагог, учитель та управитель народної школи імені Маркіяна Шашкевича у Львові; організатор фахового шкільництва «Рідної Школи»; автор шкільних підручників.
Помер 23 травня 1929 року. Похований у родинному гробівці на Личаківському цвинтарі, поле № 5. На могилі пам'ятник авторства Олександра Лушпинського. Нещодавно[коли?] дирекцією ЛКП Музей «Личаківський цвинтар» гробівець родини Танчаківських відремонтовано.